# Kriegerdenkmal Klein Germersleben

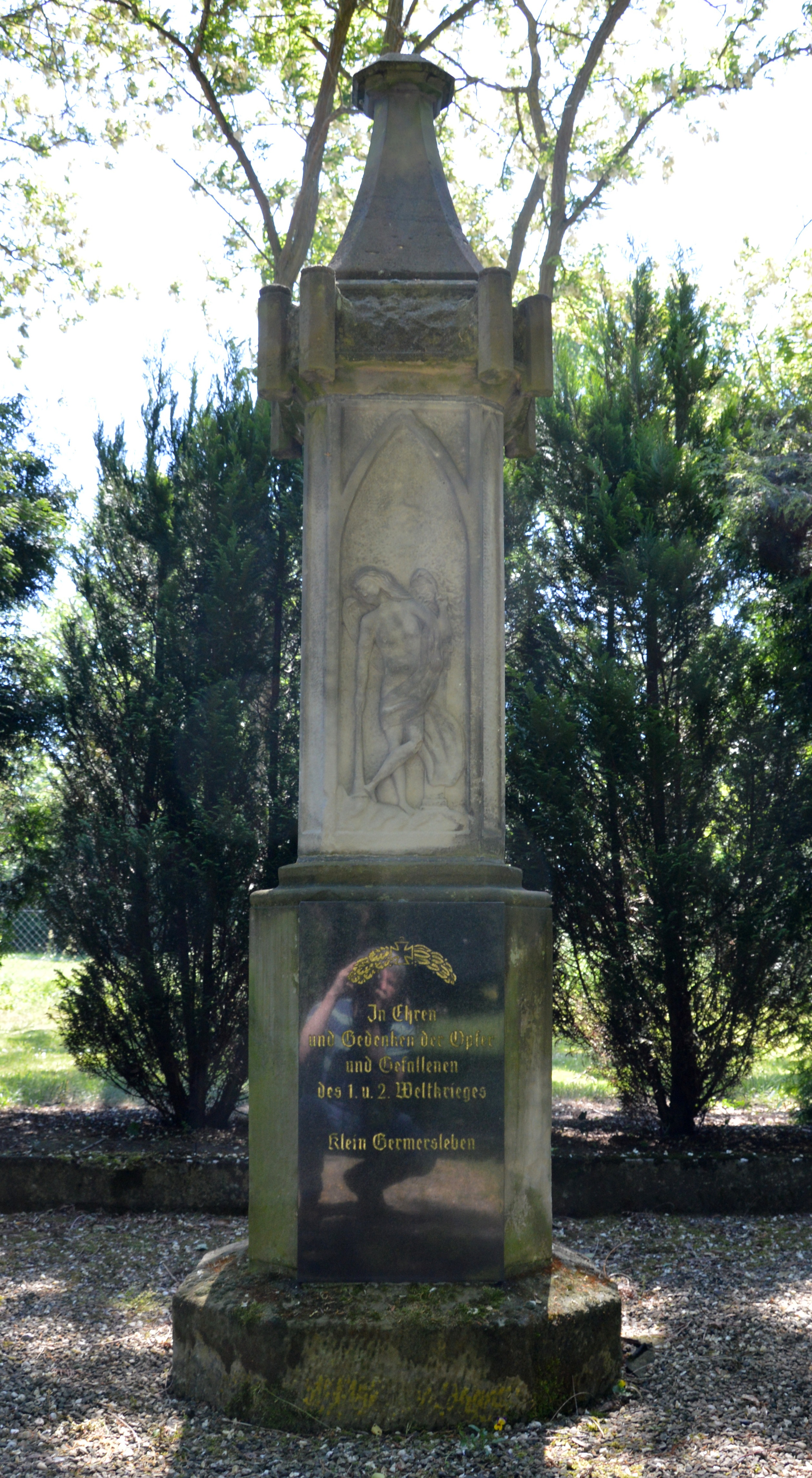
Kriegerdenkmal Klein Germersleben, 2018

Das Kriegerdenkmal Klein Germersleben ist ein denkmalgeschütztes Kriegerdenkmal im zur Stadt Wanzleben-Börde in Sachsen-Anhalt gehörenden Dorf Klein Germersleben.
Es befindet sich auf dem Friedhof von Klein Germersleben am Westrand des Dorfes an der Straße Zum Friedhof. 
Das Denkmal wurde als steinerne, verzierte Stele auf einem runden Sockel gestaltet. Auf der Vorderseite befindet sich ein einen Engel darstellendes Relief. Unterhalb des Reliefs ist eine Gedenktafel mit der Inschrift:

In Ehren

und Gedenken der Opfer

und Gefallenen

des 1. u. 2. Weltkrieges

Klein Germersleben

angebracht. Die dort einst vorhandene Tafel mit den Namen der Opfer und Gefallenen des Ersten und Zweiten Weltkriegs wurde vorher entfernt.
Im örtlichen Denkmalverzeichnis ist das Kriegerdenkmal unter der Erfassungsnummer 094 96678 als Baudenkmal verzeichnet.